# Colorado Springs
Colorado Springs ist mit 478.961 Einwohnern (Volkszählung 2020, U.S. Census Bureau) die zweitgrößte Stadt des US-Bundesstaates Colorado und liegt rund 100 km südlich von Denver an den östlichen Ausläufern der Rocky Mountains am Fuß des Pikes Peak. Sie stellt den Verwaltungssitz von El Paso County und beheimatet verschiedene militärische Einrichtungen der US-Luftwaffe, die neben Unternehmen der Hochtechnologie-Branche wichtigster Arbeitgeber im Umland der Stadt ist.
Colorado Springs ist auch als Zentrum der evangelikalen Bewegung bekannt. Hier ist die Megachurch beheimatet, bei der Ted Haggard als Pastor beschäftigt war, als er Vorsitzender der National Association of Evangelicals war. Auch die Kampagne für die Volksabstimmung über Amendment 2, die die Verfassung von Colorado im Jahr 1992 so änderte, dass den Kommunen verboten wurde, Antidiskriminierungsmaßnahmen für Homosexuelle zu erlassen, stammte aus Colorado Springs. Amendment 2 wurde schließlich 1995 vom Supreme Court für verfassungswidrig erklärt. Gelegentlich – vornehmlich von Evangelikalen selbst – wird die Stadt als „evangelikaler Vatikan“ bezeichnet.
Die Fernsehserie Dr. Quinn – Ärztin aus Leidenschaft spielt in den Anfängen von Colorado Springs um 1880 kurz nach der Gründung.

## Geschichte
Colorado Springs ging 1859 aus dem heutigen Stadtteil (Old) Colorado Springs (damals Colorado City) hervor, welches eine der ersten Siedlungen in der Region Pike’s Peak Country wurde. (Old) Colorado City diente als territoriale Hauptstadt und Versorgungslager für Bergbauleute während des Pikes Peak Goldrausches (wobei es in der unmittelbaren Umgebung keine bedeutenden Goldfunde gab). Am 31. Juli 1871 gründete der amerikanische Bürgerkriegsgeneral William Jackson Palmer auf Land, das er um Colorado City gekauft hatte, den Ferienort Colorado Springs, und gliederte Colorado City in die neu gegründete Gemeinde ein. 1873 wurde der Sitz des El Paso County nach Colorado Springs verlegt. Ende der 1870er Jahre zogen etliche Schriftsteller, Künstler und englische Aussiedler nach Colorado Springs. Die ersten Bildungseinrichtungen der Stadt, wie die Colorado School for the Deaf and Blind und das Colorado College, wurden im Jahr 1874 gegründet. Am 19. Juni 1886 erhielt Colorado Springs offiziell den Status als Stadt.
1885 nahm die erste Eisenbahnlinie der Colorado Midland Railroad ihren Betrieb auf, gefolgt von der Chicago, Rock Island und Pacific Railroad im Jahr 1889. Im Jahr 1891 begann die Bebauung der Innenstadt durch die Menschen, die ein Vermögen aus dem Goldrausch machten. Dabei entstanden große Steingebäude wie das Colorado College, St. Mary's Church, das erste Antlers Hotel, die Bibliothek und das Bezirksgerichtshaus. Im Mai 1899 erbaute Nikola Tesla ein größeres Labor auf dem Knob Hill, in der Nähe der aktuellen Kreuzung von Foote und Kiowa Street, welches im Oktober 1899 durch einen durchgebrannten Generator für einen tagelangen Stromausfall sorgte. Bis 1905 entstanden der See im Monument Valley Park, das YMCA-Gebäude und eines der beiden Polofelder im Broadmoor Country Club, 1916 ein zoologischer Park und 1926 der Cheyenne Mountain Zoo sowie der Alexander Airport.
Weitere Gebäude entstanden in den Folgejahren durch Großindustrielle und Geschäftsleute der Stadt, wie das Hauptpostamt, das Gerichtsgebäude und das Gebäude der Bergbaubörse. Zur Ehrung von Bürgerkriegsgeneral Palmer enthüllte die Stadt 1929 eine Bronzeskulptur von ihm auf einem Pferd, was Palmer den Beinamen „Mann auf dem Eisenpferd“ einbrachte. Während der großen Depression und des Zweiten Weltkrieges wurden viele große Häuser der Stadt zu Wohnhäusern oder Pensionen umfunktioniert, da es zu Wohnungsmangel kam.

### Grundstückskäufe und Annexionen
Colorado Springs wuchs über die Jahre durch den Ankauf von Grundstücken sowie Annexionen immer weiter heran. Zu diesen Ereignissen gehörten u. a.:
- 1880: Annexion von Roswell[15]
- 1885: Kauf von 640 Hektar in North Cheyenne Cañon Park[16]
- 1889/1890: Annexion von Seavey's Addition, West Colorado Springs, East End und einem weitern North End Stadtteil[15]
- 1891: Entwicklung von Broadmoor durch die Broadmoor Land Company
- 1907: Schenkung von Silver Cascade Falls, Helen Hunt Falls, North Cheyenne Canyon Road und andere Grundstücke in North Cheyenne[16]
- 1912: Annexion von North End und Wood Avenue[15]
- 1917: Annexion von Colorado City (heute Old Colorado City)
- seit 1950 Annexion von weiteren hunderten Gebieten, z. B. Pleasant Valley (1950), Knob Hill (1952), Fountain, Pikes Peak (1960–1970) oder Briargate (1982)
  - letzte bekannte Annexion: Vineyard Commerce Park (19. September 2008)

### Ende des 20. Jahrhunderts bis heute
Zwischen 1965 und 1968 wurden die University of Colorado, das Pikes Peak Community College und die Colorado Technical University gegründet. 1972 wurde das El Paso County Courthouse aus dem Jahr 1903 als erstes Gebäude der Stadt in das National Register of Historic Places aufgenommen, 1977 wurde der größte Teil des ehemaligen Luftwaffenstützpunkts Ent Air Force Base zum ersten Olympischen Trainingszentrum der USA, und das Olympische Komitee der USA zog 1978 dorthin um. Der erste ausgewiesene historische Bezirk war 1979 die Rock Ledge Ranch Historic Site.
Im Jahr 2012 zerstörte das Waldo-Canyon-Feuer 346 Häuser und tötete zwei Menschen in der Stadt.

### Einwohnerentwicklung
Die Bevölkerung der Stadt wächst kontinuierlich, die Einwohnerzahl stieg von 1980 bis 2010 um 94 %:
| Jahr | Einwohner¹ |
| ---- | ---------- |
| 1980 | 215.105    |
| 1990 | 281.140    |
| 2000 | 360.329    |
| 2010 | 417.514    |
| 2020 | 478.961    |

¹ 1980–2020: Volkszählungsergebnisse des US Census Bureau

## Geographie
Colorado Springs liegt in einer halbtrockenen, steppenartigen Klimaregion mit den südlichen Rocky Mountains im Westen, der Palmer Divide im Norden, hohen Ebenen weiter östlich und hohen Wüstengebieten im Süden. Die Stadt befindet sich 111 km von Denver, 610 km von Albuquerque, 941 km von Kansas City und 945 km von Salt Lake City entfernt. Dabei hat Colorado Springs die größte Gesamtfläche aller Gemeinden in Colorado.

### Klimatabelle
|                       | Jan  | Feb  | Mär  | Apr  | Mai  | Jun  | Jul  | Aug  | Sep  | Okt  | Nov  | Dez  |   |       |
| Mittl. Tagesmax. (°C) | 5,2  | 7,0  | 10,0 | 15,4 | 20,4 | 26,1 | 29,1 | 27,4 | 23,1 | 17,5 | 10,4 | 5,7  | ⌀ | 16,5  |
| Mittl. Tagesmin. (°C) | −8,8 | −7,1 | −4,1 | 0,6  | 5,6  | 10,6 | 13,9 | 12,9 | 8,4  | 2,4  | −3,9 | −8,1 | ⌀ | 1,9   |
|                       |      |      |      |      |      |      |      |      |      |      |      |      |   |       |
| Niederschlag (mm)     | 7,4  | 10,2 | 23,9 | 30,2 | 54,6 | 57,2 | 73,7 | 76,7 | 33,8 | 21,3 | 11,9 | 11,7 | Σ | 412,6 |
|                       |      |      |      |      |      |      |      |      |      |      |      |      |   |       |
| Regentage (d)         | 2,7  | 2,7  | 5,5  | 4,9  | 9,4  | 6,5  | 7,8  | 9,5  | 4,7  | 3,2  | 2,1  | 3,8  | Σ | 62,8  |

| −8,8 |

| −7,1 |

| −4,1 |

| 0,6 |

| 5,6 |

| 10,6 |

| 13,9 |

| 12,9 |

| 8,4 |

| 2,4 |

| −3,9 |

| −8,1 |

| −8,8 |

| −7,1 |

| −4,1 |

| 0,6 |

| 5,6 |

| 10,6 |

| 13,9 |

| 12,9 |

| 8,4 |

| 2,4 |

| −3,9 |

| −8,1 |

## Infrastruktur

### Flughafen
Südöstlich der Stadt befindet sich der Flughafen Colorado Springs, von dem aus zahlreiche inländische Ziele angeflogen werden.

### ÖPNV
Der örtliche ÖPNV beruht auf diversen Buslinien der Verkehrsgesellschaft Mountain Metropolitan Transit. Seit 2022 ist der ÖPNV in Colorado Springs von Juni bis August kostenlos, um die Konzentration von Ozon in der Luft zu verringern. In der Innenstadt verkehrt ganzjährig ein kostenloser Shuttlebus (THE ZEB).

### Militärbasen
- United States Air Force Academy – United States Air Force
- Cheyenne Mountain Air Station – United States Air Force
- Peterson Air Force Base – United States Air Force, Hauptquartier von United States Northern Command, North American Aerospace Defense Command und United States Space Command
- Schriever Air Force Base – United States Air Force
- Fort Carson – United States Army

### Weiterführende Bildungseinrichtungen
- Colorado College
- Colorado Technical University
- University of Colorado at Colorado Springs (UCCS)
- United States Air Force Academy

### Museen
- Carriage House Museum
- McAllister House Museum
- Peterson Air and Space Museum
- Pioneer Museum
- Pro Rodeo Hall of Fame and Museum of the American Cowboy
- World Figure Skating Museum and Hall of Fame

## Tourismus
Die touristischen Attraktionen in der Umgebung wie der Garden of the Gods, die Manitou Cliff Dwellings oder die Cave of the Winds locken jährlich an die 6 Millionen Besucher an.

## Sport
Colorado Springs ist seit 1978 Hauptsitz des United States Olympic Committee und Standort einer von drei großen olympischen Trainingseinrichtungen der USA. Viele olympische Sportarten haben daher ihren Hauptsitz in der Stadt, darunter die nationalen Verbände von Bobsport, Skeleton, Fechten, Eiskunstlauf, Basketball, Radsport, Judo, Hockey, Schwimmsport, Sportschießen, Tischtennis, Triathlon, Volleyball, Ringen und Boxen. Allein im Boxen war die Stadt bis 2011 über 20-mal Austragungsort der US-amerikanischen Meisterschaften und damit nach Boston zweithäufigster Austragungsort nationaler Boxmeisterschaften in den USA.
Zudem war die Stadt bereits Austragungsort zahlreicher internationaler Sportwettkämpfe, darunter den Eiskunstlauf-Weltmeisterschaften der Jahre 1957, 1959, 1965, 1969 und 1975, den 29. Eishockey-Weltmeisterschaften 1962 (zusammen mit Denver), den 4. Junioren-Ringer-Weltmeisterschaften 1982, den 76. UCI-Bahn-Weltmeisterschaften 1986, den 53. UCI-Straßen-Weltmeisterschaften 1986 und den 3. Panamerikanischen Kadetten-Boxmeisterschaften 2004 (zusammen mit Pueblo).
1890 wurde in der Stadt die erste Profiboxveranstaltung abgehalten.

## Söhne und Töchter der Stadt
- Karl Cortlandt Schuyler (1877–1933), Politiker, Senator von Colorado
- Lon Chaney sen. (1883–1930), Schauspieler der Stummfilmzeit
- William Gordon Lennox (1884–1960), Neurologe und Epileptologe
- Gavin Arthur (1901–1972), Astrologe und Sexologe
- Talcott Parsons (1902–1979), Soziologe
- Ancel Keys  (1904–2004), Ernährungswissenschaftler
- Marceline Day (1908–2000), Schauspielerin
- John Dingell junior (1926–2019), Politiker
- Jerry Unser (1932–1959), Automobilrennfahrer
- Bobby Unser (1934–2021), Automobilrennfahrer
- Kelly Bishop (* 1944), Schauspielerin
- Daniel D. Harris (1947–2012), Gitarrist und Schauspieler
- Tom Hamilton (* 1951), Bassist der Rockband Aerosmith
- W. Michael Gear (* 1955), Science-Fiction-Schriftsteller und Archäologe
- Dianna Ortiz (1958–2021), katholische Ordensschwester
- Matt Darriau (* 1960), Musiker
- R. Scott Williams (* um 1962), Generalleutnant der United States Air Force
- Chase Masterson (* 1963), Schauspielerin und Sängerin
- Alice Adair (* 1966), Schauspielerin
- Sherry Stringfield (* 1967), Schauspielerin
- John Romero (* 1967), Spieleentwickler
- Julie Ashton (* 1968), Pornodarstellerin
- Erik Pohlmeier (* 1971), römisch-katholischer Geistlicher, Bischof von Saint Augustine
- Kirstjen Nielsen (* 1972), Politikerin
- Bob Sapp (* 1973), Wrestler
- Laura Veirs (* 1973), Sängerin
- Bobby Lashley (* 1976), Wrestler
- Danny Pate (* 1979), Radsportler
- David Hale (* 1981), Eishockeyspieler
- Christopher Del Bosco (* 1982), Freestyle-Skier
- Steve O’Dwyer (* 1982), Pokerspieler
- Jennifer Sipes (* 1984), Schauspielerin
- Michelle Waterson (* 1986), Mixed-Martial-Arts-Kämpferin und Fotomodell
- Emily Stockman (* 1988), Volleyballspielern
- Amber English (* 1989), Sportschützin
- Glory Johnson (* 1990), Basketballspielerin
- Cody Kessel (* 1991), Volleyballspieler
- Boris Berian (* 1992), Mittelstreckenläufer
- Jordan Hicks (* 1992), American-Football-Spieler
- Adrienne Jordan (* 1994), Fußballspielerin
- Daniel Carlson (* 1995), American-Football-Spieler
- Brandon Carlo (* 1996), Eishockeyspieler
- Rhianna DeVries (* 1996), Schauspielerin und Synchronsprecherin
- Layla al-Masri (* 1999), palästinensisch-US-amerikanische Leichtathletin
- William Shaner (* 2001), Sportschütze

## Städtepartnerschaften
Mit den folgenden Städten bestehen Partnerschaften:
- Fujiyoshida, Japan, seit 1962
- Kaohsiung, Republik China (Taiwan), seit 1983
- Bischkek, Kirgisistan, seit 1994
- Nuevo Casas Grandes, Mexiko, seit 1996
- Bankstown, Australien, seit 1999
- : Olympia, Griechenland, seit (2014)

### Ehemalige Städtepartnerschaften
- Smolensk, Russland, von 1993 bis 2022[20]